# 龙铳

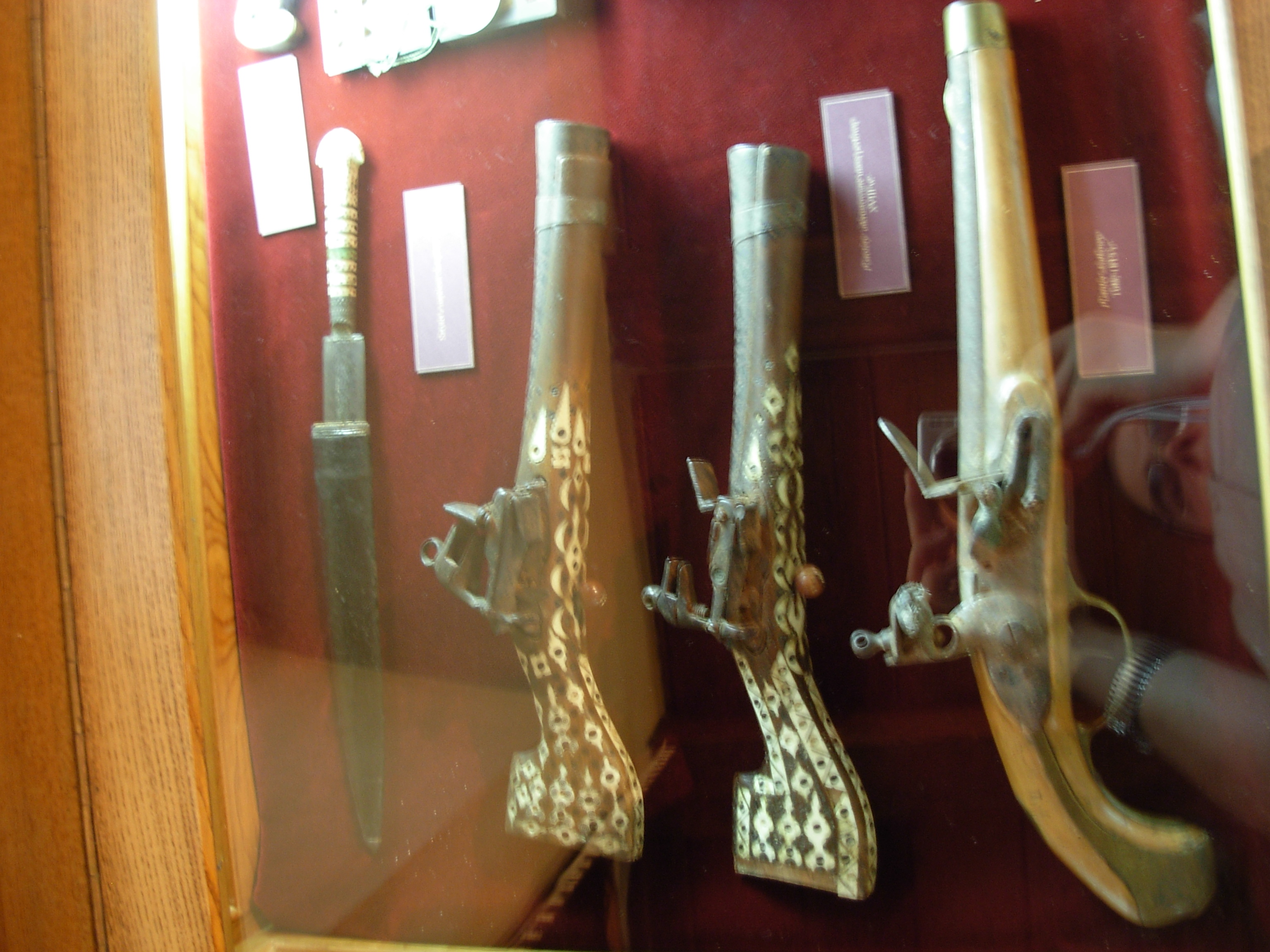
一对来自波兰的龙铳

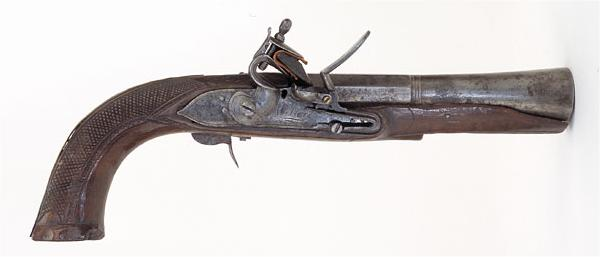
龙铳，在墨西哥韦拉克鲁斯州被發現

龙铳是雷筒的缩短版，其特点也是短身管、大口径，枪口呈喇叭状，而且在很多情况下枪的整个内膛都呈喇叭状。龙铳是龍騎兵的常用武器，重量轻、易使用的优势使得该武器便于在马背上使用。
早期龙铳都是较短的簧輪槍。之所以被冠以“龙”的名字，是因为其枪口经常装饰有龙头。当时的人们有给所有使用火药的武器冠以独特名称的习惯，如蛇砲、蛇枪和隼砲。龙铳只在短距离内有效，射击远距离目标时几乎无准度。